# 책씻이
책씻이는 학생이 책 한 권을 다 뗀 후에 선생님과 동료들에게 음식을 대접하는 일이다. 책거리, 세책례(洗冊禮), 책례(冊禮)라고도 한다.
전통적으로 천자문, 동몽선습, 소학 등 초급과정에서 행해졌고, 음식은 주로 송편, 국수, 경단을 대접했다.